# HMS Nelson (28)

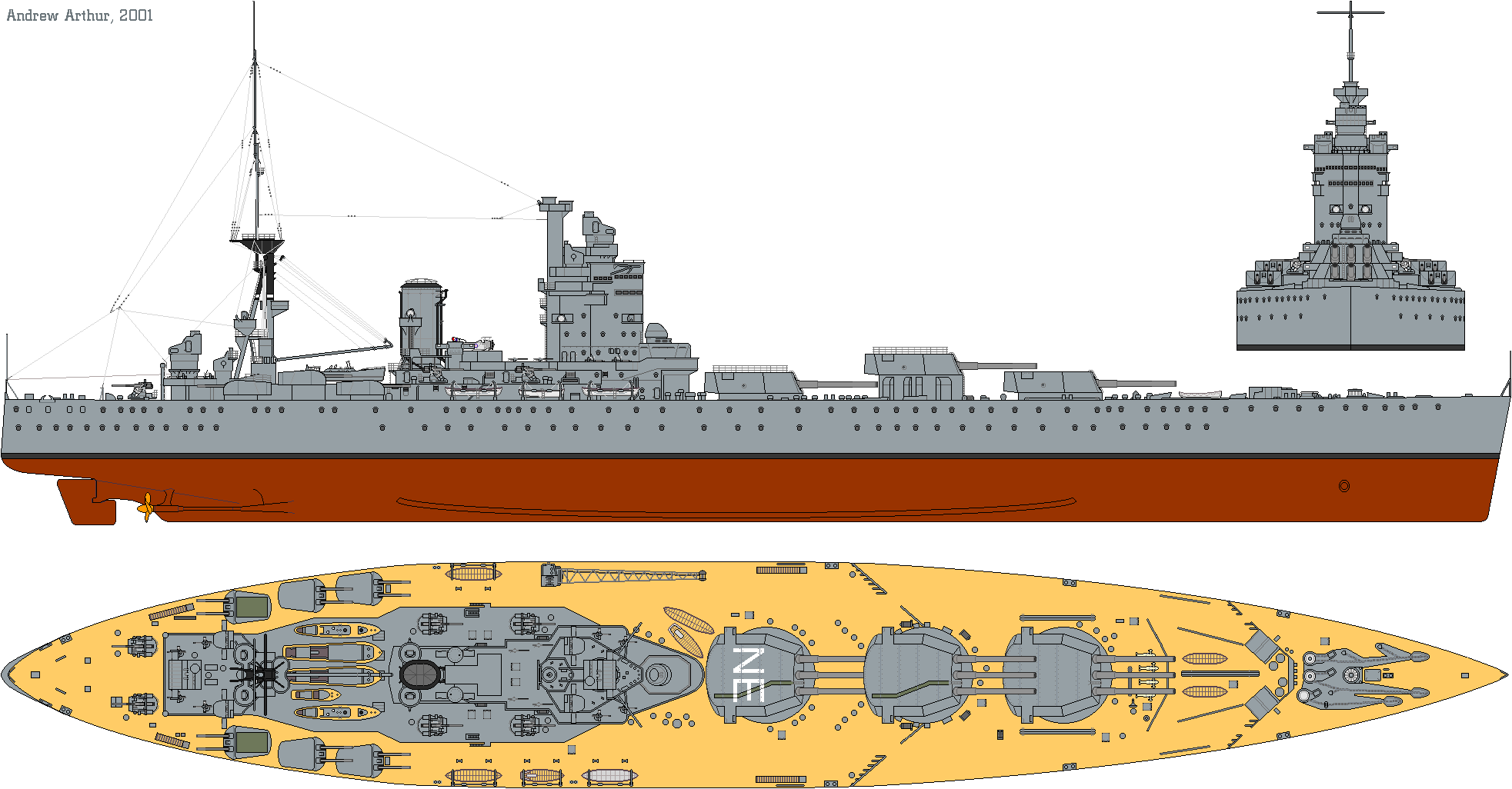
Схематичне зображення лінійного корабля «Нельсон»

«Нельсон» (англ. HMS Nelson) — військовий корабель, головний лінійний корабель свого типу Королівського військово-морського флоту Великої Британії часів Другої світової війни. Брав активну участь у Другій світовій війні.
Лінкор «Нельсон» був закладений 28 грудня 1922 року на верфі компанії Armstrong Whitworth у місті Ньюкасл-апон-Тайн. 15 серпня 1927 року вступив до строю.

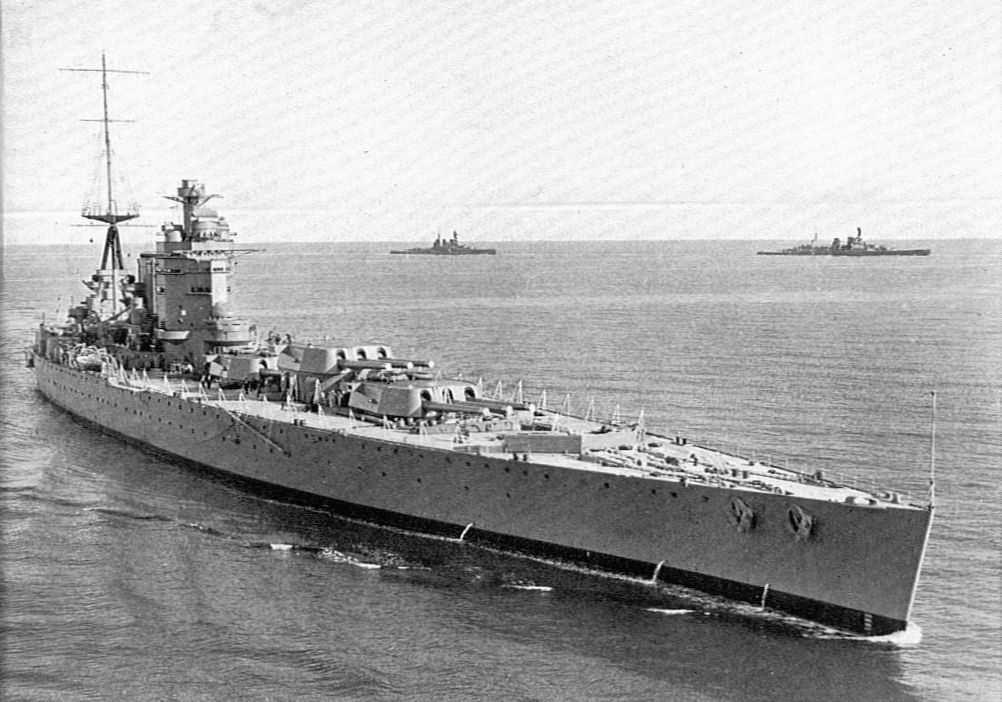
Лінкор «Нельсон». 1936

«Нельсон» був головним кораблем свого класу з двох лінійних кораблів, побудованих для Королівського флоту в 1920-х роках. Це були перші лінкори, побудовані відповідно до обмежень Вашингтонського військово-морського договору 1922 року. В 1927 році корабель надійшов на озброєння британського флоту і в мирний час провів свою кар'єру в Атлантичному і Домашньому флотах, зазвичай діючи як флагман флоту. На ранньому етапі Другої світової війни лінкор брав участь у пошуках німецьких торговельних рейдерів. Весною 1940 року не зміг взяти участь у Норвезькій кампанії після того, як корабель сильно пошкодило внаслідок підриву на міні наприкінці 1939 року.
У середині 1941 року «Нельсон» супроводжував кілька конвоїв на Мальту, перш ніж був торпедований у вересні. У листопаді 1942 року, після ремонту, він підтримував британське вторгнення у Французький Алжир під час операції «Смолоскип». Лінкор прикривав вторгнення союзних військ на Сицилію (операція «Хаскі») та в Італію (операція «Аваланч») у середині 1943 року. Під час висадки в Нормандії в червні 1944 року «Нельсон» забезпечив артилерійську підтримку корабельною артилерією, перш ніж підірвався на міні та провів решту року на ремонті. В середині 1945 року корабель передали до складу Східного флоту, а після капітуляції Японії у вересні того ж року, він повернувся додому через кілька місяців, щоб служити флагманом Домашнього флоту. На початку 1946 року лінкор перетворили на навчальний корабель і наприкінці 1947 року його вивели до резерву. «Нельсон» був розібраний на брухт через два роки після того, як його використовували як корабель-мішень для випробувань бомби.
За проявлену мужність та стійкість у роки війни бойовий корабель заохочений шістьма бойовими відзнаками.

## Зміст

### Опис корабля

#### Загальні дані
Лінкор типу «Нельсон» був по суті зменшеною версією лінійного крейсера G3 зі швидкістю 23 вузли (43 км/год; 26 миль/год), розроблення якого було скасовано через обмеження, усталені Вашингтонським військово-морським договором 1922 року. Проєкт, який було схвалено через шість місяців після підписання договору, мав головним озброєнням 16-дюймові (406-мм) гармати. У США тим часом були побудовані лінкори типу «Колорадо» з вісьмома 406-мм гарматами і були закладені лінкори типу «Саут Дакота» з 12 406-мм гарматами та лінійні крейсери типу «Лексінгтон» з вісьмома 406-мм гарматами. Японська імперія побудувала лінкор «Нагато», озброєного вісьмома 410-мм гарматами і будувався однотипний йому «Муцу». Планувалися до будівництва лінкори типів «Тоса», «Кії» та лінійні крейсери типу «Амагі» з десятьма 410-мм гарматами.
«Нельсон» мав довжину між перпендикулярами 660 футів (201,2 м) і загальну довжину 709 футів 10 дюймів (216,4 м), ширину 106 футів (32,3 м) і осадку 30 футів 4 дюйми (9,2 м) при середньому навантаженні. Водотоннажність становила 33 800 т при стандартному навантаженні і 38 390 т при повному навантаженні. Екіпаж лінійного корабля налічував 1361 офіцера і матроса в ролі флагманського корабля, і 1314 — як бойового корабля флоту.
Головна енергетична установка складалася з двох комплектів парових турбін Brown-Curtis, кожна з яких приводила в дію вал, використовуючи пару від 8 котлів Admiralty. Турбіни мали потужність 45 000 к.с. на вал (34 000 кВт) і розраховувалися розвивати максимальну швидкість 23 вузли (43 км/год). Корабель мав дальність дії 7 000 морських миль (13 000 км) із крейсерською швидкістю 16 вузлів (30 км/год).

#### Корабельне озброєння
Корабельна артилерія головного калібру (ГК) лінкора «Нельсон»: дев'ять 16-дюймових (406-мм) казнозарядних гармат BL 16 inch Mk I у трьох гарматних баштах, розташованих перед надбудовою і позначених як «A», «B», «C» спереду назад. Їх проєктна швидкострільність становила один постріл кожні 1,5 хвилини.
Додаткова корабельна артилерія лінкора складалася з дванадцяти 6-дюймових (152-мм) гармат BL 6 inch Mk XXII 45 калібру у здвоєних гарматних баштах у кормовій частині надбудови, по три башти на кожному борту.
Основу зенітного озброєння спочатку становили шість швидкострільних (QF) 4,7-дюймових (120-мм) гармат QF 4.7 inch Mk VIII в неекранованих одиночних установках і вісім 2-фунтових (40-міліметрових) гармат QF в одиночних установках.
Лінкор також мав два занурені 24,5-дюймові (622-мм) торпедні апарати, по одному на кожному борту.

#### Бронювання
Броньовий пояс лінкора «Нельсон» по ватерлінії виготовлявся з цементованої броні Круппа, товщина якого становила 356 мм між основними гарматними барбетами та була стоншена до 330 мм над машинним і котельним відділеннями, а також шестидюймовими магазинами, але не простягалася ані до носа, ані до корми. Щоб покращити здатність корабля протистояти вогню, його верхній край був нахилений на 18° назовні. Торці броньованої цитаделі були закриті поперечними перегородками з нецементованої броні товщиною 203 і 305 мм у передній і 102 і 254 мм у кормовій частинах. Лицьові частини головних гарматних башт були захищені 406-мм бронею KC, у той час як боки башти мали товщину 229—279 мм, а товщина броньових листів даху становила 184 мм. Товщина броні KC барбетів коливалася в межах 305—381 мм.
Верхня частина броньованої цитаделі «Нельсон» була захищена броньованою палубою, яка спиралася на верхню частину поясної броні. Товщина нецементованих броньових листів коливалась від 159 мм над основними гарматними льохами до 95 мм над силовими машинними відділеннями та допоміжними льохами. У кормовій частині цитаделі була броньована палуба товщиною 108 мм на рівні нижнього краю поясної броні, яка тягнулася майже до кінця корми, щоб прикрити рульовий механізм. Броня бойової рубки мала товщину від 305 до 356 мм з дахом 170 мм. Башти допоміжної артилерії захищалися нецементованою бронею завтовшки 25–38 мм.
Підводний захист «Нельсонів» забезпечувалося подвійним дном 1,5 м і системою протиторпедного захисту. Він складався з порожнього зовнішнього водонепроникного відсіку та внутрішнього, заповненого водою відсіку. Вони мали загальну глибину 3,7 м і підтримувалися протиторпедною перегородкою товщиною до 3,8 мм.

### Бойовий шлях

#### Друга світова війна
З моменту оголошення Великою Британією війни Німеччині 3 вересня 1939 року, «Нельсон» і основна частина Домашнього флоту безуспішно патрулювали води між Ісландією, Норвегією та Шотландією в пошуках німецьких проривачів блокади. 25–26 вересня лінкор прикривав проведення аварійно-рятувальних робіт з пошкодженим підводним човном «Сперфіш». Через місяць корабель прикривав конвой, що прямував із залізною рудою з норвезького Нарвіка. 30 жовтня «Нельсон» був невдало атакований німецьким підводним човном U-56 поблизу Оркнейських островів і був уражений двома з трьох торпед, випущених на відстані 800 м, жодна з яких не вибухнула. 23 листопада, після затоплення озброєного торговельного крейсера «Равалпінді» біля берегів Ісландії німецькими лінійними кораблями «Шарнгорст» і «Гнейзенау» «Нельсон» і «Родні» брали участь у марній погоні за ними. 4 грудня 1939 року він підірвався на закладеній U-31 магнітній міні біля входу в озеро Лох Ю на узбережжі Шотландії. Міна вирвала отвір у корпусі перед баштою «А» розміром 3,0 на 1,8 м, унаслідок чого був затоплений торпедний відсік і деякі суміжні відсіки. Це спричинило невеликий крен лінкора, але ніхто не загинув, але 74 моряки отримали поранення. До серпня 1940 року «Нельсон» перебував на ремонті на верфі HM Dockyard у Портсмуті.
Після повернення до служби в серпні 1940 року «Нельсон», «Родні» та лінійний крейсер «Худ» були переведені зі Скапа-Флоу до Росайта, на випадок вторгнення. Коли адміралтейство отримало сигнал від озброєного торговельного крейсера «Джервіс Бей» про те, що 5 листопада на нього напав німецький важкий крейсер «Адмірал Шеєр», «Нельсон» і «Родні» вийшли на перехоплення, щоб блокувати прохід між Ісландією та Фарерськими островами, хоча «Адмірал Шеєр» згодом попрямував до Південної Атлантики. 25 січня 1941 року, коли Адміралтейство дізналося, що «Гнейзенау» і «Шарнгорст» намагаються прорватися в Північну Атлантику, щоб відновити рейди на маршрутах судноплавства в цій акваторії світового океану, «Нельсону», «Родні» та лінійному крейсеру «Рінаун» було наказано зайняти позицію на південь від Ісландії, де вони могли їх перехопити. Помітивши 28 січня пару британських крейсерів, німецькі кораблі відвернулися й їх не стали переслідувати.

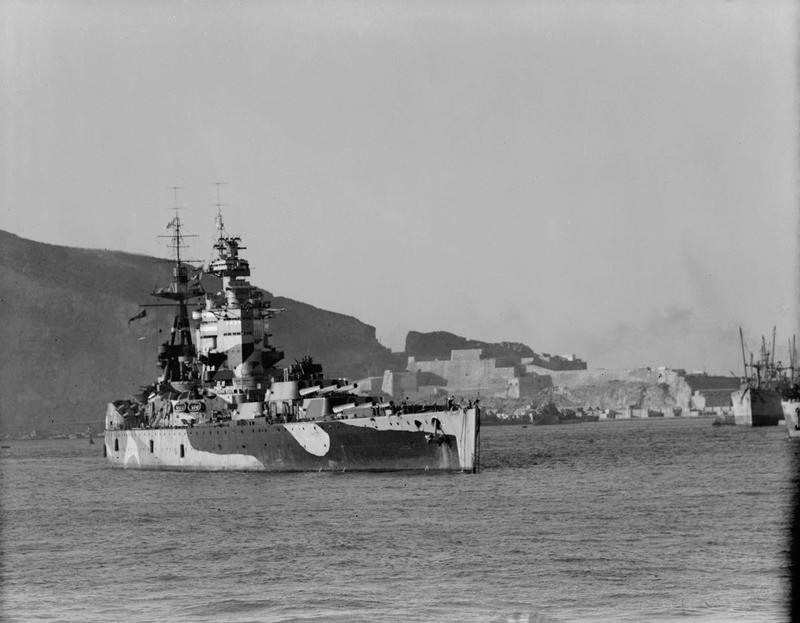
Британський лінкор «Нельсон» у Мерс-ель-Кебір. Французький Алжир. 20 листопада 1942

1 квітня «Нельсон» склав повноваження флагману Домашнього флоту і його було відряджено для супроводу конвою WS 7 з Великої Британії до Південної Африки. В ході походу 4 квітня він відвідав Фрітаун. У ніч на 18 травня, на зворотньому шляху до Британських островів, лінкор разом з авіаносцем «Ігл» пройшли повз німецький допоміжний крейсер «Атлантіс» на відстані 7000 м в Південній Атлантиці, не помітивши його. Після битви у Данській протоці 24 травня німецький лінкор «Бісмарк» був виявлений британською розвідкою через два дні, коли пошкодений прямував до берегів Франції, і «Нельсону» та «Іглу» було наказано приєднатися до групи переслідування на північ від Фрітауна. Наступного дня «Бісмарк» був потоплений задовго до того, як «Нельсон» і його супроводження змогли дістатися до ворожого рейдера. 1 червня лінкор отримав наказ супроводжувати конвой SL 75 до Великої Британії. Після того, як 4 червня німецький корабель постачання Gonzenheim зміг ухилитися від домоміжного торговельного крейсера Esperance Bay, «Нельсон» був відряджений на перехоплення німецького корабля, який був затоплений власною командою, коли вони помітили «Нельсона», що до них наближався. Після прибуття до Сполученого Королівства корабель знову увійшов до складу Домашнього флоту.
11 липня «Нельсон» вийшов на супроводження конвою WS 9C, який складався з транспортних та суховантажних суден, які мали пройти в Середземне море для доставки військ і припасів на Мальту. Після того, як вони пройшли Гібралтар, ескорт було позначено як З'єднання «Х», і вони мали бути підкріплені З'єднанням «Н» під час перебування в Західному Середземномор'ї. Кораблі увійшли в Середземне море в ніч з 20 на 21 липня, а вранці 23 липня їх атакувала італійська авіація. «Нельсон» не брав участі у сутичці і приєднався до З'єднання «H» пізніше того ж дня, коли судна та їхній ескорт продовжували рух до Мальти. Крейсери з З'єднання «X» приєдналися до них через два дні, і об'єднані сили прибули назад до Гібралтару 27 липня. З 31 липня по 4 серпня З'єднання «H» забезпечував дистанційне прикриття іншого конвою на Мальту. Віцеадмірал Джеймс Сомервілль, командувач З'єднання «H», переніс свій прапор на «Нельсон» 8 серпня. Кілька тижнів потому корабель брав участь в операції «Мінсміт», під час якої З'єднання «Н» супроводжувала мінний загороджувач до Ліворно для встановлення мін, тоді як літаки «Арк Роял» атакували Північну Сардинію. 13 вересня З'єднання «H» супроводжував авіаносці «Арк Роял» та «Фьюріос» у Західне Середземномор'я, коли вони відправлялися з 45 винищувачів «Харрікейн» на Мальту.
У рамках дезінформаційної операції, коли 24 вересня розпочалася операція «Гальбед», ще одна місія з доставки військ і припасів на Мальту, прапор Сомервіля було перенесено на «Родні», а «Нельсон» і деякі супроводжуючі есмінці покинули Гібралтар, прямуючи на захід, ніби перший корабель змінив другий. «Родні» та решта З'єднання «Н» попрямували на схід, а «Нельсон» та його ескорт вночі приєдналися до основної частини конвою. Британці були помічені наступного ранку та атаковані літаками Королівських ПС Італії. Торпедоносець SM.84 прорвався крізь захисний екран і скинув торпеду на корабель з висоти 410 м. Унаслідок вибуху торпеди утворилася пробоїна розміром 9,1 на 4,6 м у носовій частині, був зруйнований торпедний відсік і спричинено велике підтоплення лінкора; водночас, серед членів екіпажу втрат не було. Незважаючи на те, що корабель опустився в носовій частині на 2,4 м і втратив швидкість до 12 вузлів (22 км/год), щоб зменшити тиск на його перегородки, «Нельсон» залишився з флотом, щоб італійці не узнали про те, що лінкор пошкоджений. Після аварійного ремонту в Гібралтарі корабель вирушив в Росайт, де ремонтувався до травня 1942 року.
Після завершення ремонту «Нельсон» перевели до складу Східного флоту і 31 травня він вирушив в похід, супроводжуючи конвой WS 19P від Клайда до Фрітауна і його продовження WS 19PF до Дурбану, Південна Африка. Але 26 червня його відкликали назад до Середземного моря для участі в операції «П'єдестал», яка була серйозною спробою союзників забезпечити поповнення Мальти, що потерпала від облоги. Досягнувши Скапа-Флоу рівно через місяць, наступного дня «Нельсон» став флагманом віцеадмірала Едварда Сіфрета, командувача операцією. Конвой вийшов з Клайда 3 серпня і провів тренування перед тим, як пройти через Гібралтарську протоку в ніч з 9 на 10 серпня. Конвой був помічений пізніше того ж ранку, і атаки країн Осі розпочалися наступного дня з потоплення авіаносця «Ігл» німецьким підводним човном. Незважаючи на неодноразові атаки літаків і підводних човнів противника, «Нельсон» не був пошкоджений і не заявив про те, що збив жоден літак, перш ніж головні кораблі конвою повернули назад, перш ніж досягти берегів Скеркі між Сицилією і Тунісом пізно ввечері 12 числа. Після цього корабель повернувся до Скапа-Флоу.
У жовтні лінійний корабель перевели до З'єднання «H» у рамках підготовки операції «Смолоскип». 6 листопада він прибув до Гібралтару. Через два дні кораблі З'єднання «Н» забезпечували прикриття в Середземному морі від будь-якого втручання з боку італійського Королівського флоту в дії сил вторгнення, коли ті почали висадку. 15 листопада адмірал Сіфрет, тепер командувач З'єднанням «Н», підняв свій прапор на борту «Нельсона». У січні 1943 року З'єднання «Н» прикривало військовий конвой з Гібралтару до Алжиру, Французький Алжир. Сіфрет тимчасово переніс свій прапор на лінкор «Кінг Джордж V» у травні, а «Нельсон» повернувся до Скапа-Флоу, щоб тренуватися для операції «Хаскі», вторгнення на Сицилію. 17 червня 1943 року він вирушив зі ВМБ Скапа-Флоу і 23 червня прибув до Гібралтару.
9 липня З'єднання «H» разом з «Нельсоном», «Родні» та авіаносцем «Індомітебл» зустрілися в затоці Сирт з лінкорами «Воспайт», «Веліант» і авіаносцем «Формидабл», що йшли з Александрії, щоб сформувати об'єднане флотське угруповання прикриття сил вторгнення під час висадки морського десант на італійський острів. Наступного дня вони почали патрулювання в Іонічному морі, щоб стримати будь-які спроби Королівського флоти Італії перешкодити висадці на Сицилію. 31 серпня «Нельсон» і «Родні» обстріляли позиції берегової артилерії між Реджо-Калабрія і Пессаро в рамках підготовки до операції «Бейтаун», вторгнення морського десанту союзників у Калабрію. 9 вересня лінкори прикривали з моря амфібійну висадку у Салерно, коли «Нельсон» використовував свої головні гармати в режимі постановки артилерійського «загородження», щоб стримувати атакуючі німецькі торпедоносці. 29 вересня на борту корабля між генералом Дуайтом Ейзенхауером і маршалом П'єтро Бадольйо було підписано так зване Довге перемир'я — Акт про безумовну капітуляцію Італії.
31 жовтня «Нельсон» вирушив з Гібралтару до Англії, повернувшись до Домашнього флоту. У червні 1944 року лінкор входив до складу корабельного угруповання, яке забезпечувало вогневу підтримку під час висадки морського десанту в Нормандії, але корабель зазнав сильних пошкоджень після того, як 18 числа наразився на дві морські міни. Корабель, тимчасово відремонтований у Портсмуті, 22 червня відправили до Сполучених Штатів на капітальний ремонт у Філадельфійській військово-морській верфі.
У січні 1945 року він повернувся до Британії, а потім перейшов до Східного флоту. 9 липня корабель прибув у Коломбо, Цейлон. Через три дні корабель став флагманом флоту. «Нельсон» використовувався на західному узбережжі Малайського півострова протягом трьох місяців, брав участь в операції «Ліврі». 2 вересня 1945 року в Джорджтауні, Пінанг на його борту офіційно капітулювали японські війська. Через десять днів корабель був присутній на цереморії, коли японські війська у всій Південно-Східній Азії здалися в Сінгапурі.
20 вересня «Нельсон» склав повноваження флагману флоту і 13 жовтня вирушив додому. 17 листопада він прибув до Портсмута і через тиждень став флагманом Домашнього флоту.
9 квітня 1946 року лінкор «Кінг Джордж V» змінив його в ролі флагмана, а в липні «Нельсон» став навчальним кораблем. Коли 14 серпня була сформована навчальна ескадра, корабель став флагманом контрадмірала, який командував навчальними лінкорами. У жовтні його замінив лінкор «Енсон». 15 квітня 1947 року «Нельсон» був незначно пошкоджений під час зіткнення з підводним човном «Скіпетр» у Портленді. 20 жовтня 1947 року корабель вивели до резерву в Росайті, а 19 травня 1948 року внесли до списку утилізації. З 4 червня по 23 вересня він використовувався як корабель-мішень при випробуваннях 2000-фунтових (910 кг) бронебійних авіаційних бомб, щоб оцінити їхню здатність пробивати броньову палубу корабля. 5 січня 1949 року «Нельсон» був переданий British Iron & Steel Corporation і незабаром відправлений на металобрухт. Корабель прибув до Інверкейтінг 15 березня, після чого розпочався процес його розбірання.